# Kaparasiddanahalli, Kolar
Kaparasiddanahalli là một làng thuộc tehsil Kolar, huyện Kolar, bang Karnataka, Ấn Độ.